# Ronde van Italië 2011/Negentiende etappe
De negentiende etappe van de Ronde van Italië 2011 wordt op 27 mei 2011 verreden. Het is een bergrit over een afstand van 211 km tussen Bergamo en Macugnaga.

## Verloop van de etappe
Het begin van de etappe kende een ontsnapping van Jérôme Pineau, Matteo Rabottini en Lars Bak. Zij kregen gezelschap van Stefano Garzelli (die voor de bolletjestrui ging), Johann Tschopp en Mikaël Cherel. Met nog 13 kilometer te gaan werden Pineau en Rabottini als laatsten van de kopgroep teruggepakt. Paolo Tiralongo viel op 5,5 kilometer voor de streep aan uit het peloton, Joaquim Rodríguez probeerde het gat te dichten, maar slaagde daar niet in. Van de klassementsrenners kon alleen Alberto Contador nog naar Tiralongo toe rijden, maar op de streep aangekomen gaf Contador de etappe-overwinning aan zijn voormalige teamgenoot, dit was de eerste profzege ooit van Tiralongo. De Nederlander Steven Kruijswijk werd zesde en steeg in het algemeen klassement naar de elfde plaats.

## Uitslagen
| Bergamo - Macugnaga 211 km |                     |                     |          |
| Plaats                     | Naam                | Ploeg               | Tijd     |
| Winnaar                    | Paolo Tiralongo     | Astana              | 5u26'27" |
| 2                          | Alberto Contador    | Saxo Bank-Sungard   | z.t.     |
| 3                          | Vincenzo Nibali     | Liquigas-Cannondale | + 0'03"  |
| 4                          | John Gadret         | AG2R-La Mondiale    | + 0'06"  |
| 5                          | Joaquim Rodríguez   | Katjoesja           | z.t.     |
| 6                          | Steven Kruijswijk   | Rabobank            | z.t.     |
| 7                          | Michele Scarponi    | Lampre-ISD          | + 0'08"  |
| 8                          | Roman Kreuziger     | Astana              | + 0'21"  |
| 9                          | Hubert Dupont       | AG2R-La Mondiale    | + 0'29"  |
| 10                         | Kanstantsin Siwtsow | Team HTC-High Road  | + 0'34"  |
|                            |                     |                     |          |
| 17                         | Francis De Greef    | Omega Pharma-Lotto  | + 1'09"  |

| Algemeen klassement |                     |                     |           |
| Plaats              | Naam                | Ploeg               | Tijd      |
| Roze trui           | Alberto Contador    | Saxo Bank-Sungard   | 77u11'24" |
| 2                   | Michele Scarponi    | Lampre-ISD          | + 5'18"   |
| 3                   | Vincenzo Nibali     | Liquigas-Cannondale | + 5'52"   |
| 4                   | John Gadret         | AG2R-La Mondiale    | + 7'53"   |
| 5                   | Kanstantsin Siwtsow | Team HTC-High Road  | + 9'58"   |
| 6                   | Mikel Nieve         | Euskaltel-Euskadi   | + 10'08"  |
| 7                   | Roman Kreuziger     | Astana              | + 10'20"  |
| 8                   | Joaquim Rodríguez   | Team Katjoesja      | + 10'43"  |
| 9                   | Denis Mensjov       | Geox-TMC            | + 10'51"  |
| 10                  | José Rujano         | Androni Giocattoli  | + 11'50"  |
|                     |                     |                     |           |
| 11                  | Steven Kruijswijk   | Rabobank            | + 12'56"  |
| 25                  | Jan Bakelants       | Omega Pharma-Lotto  | + 47'49"  |

## Nevenklassementen
| Puntenklassement |                   |                     |        |
| Plaats           | Naam              | Ploeg               | Punten |
| Rode trui        | Alberto Contador  | Saxo Bank-Sungard   | 178    |
| 2                | Michele Scarponi  | Lampre-ISD          | 112    |
| 3                | Vincenzo Nibali   | Liquigas-Cannondale | 111    |
|                  |                   |                     |        |
| 11               | Jan Bakelants     | Omega Pharma-Lotto  | 63     |
| 21               | Steven Kruijswijk | Rabobank            | 37     |

| Bergklassement |                   |                    |        |
| Plaats         | Naam              | Ploeg              | Punten |
| Groene trui    | Stefano Garzelli  | Acqua & Sapone     | 67     |
| 2              | Alberto Contador  | Saxo Bank-Sungard  | 56     |
| 3              | Mikel Nieve       | Euskaltel-Euskadi  | 39     |
|                |                   |                    |        |
| 9              | Johnny Hoogerland | Vacansoleil-DCM    | 21     |
| 13             | Jan Bakelants     | Omega Pharma-Lotto | 17     |

| Jongerenklassement |                   |                     |           |
| Plaats             | Naam              | Ploeg               | Tijd      |
| Witte trui         | Roman Kreuziger   | Astana              | 77u21'44" |
| 2                  | Steven Kruijswijk | Rabobank            | + 2'36"   |
| 3                  | Peter Stetina     | Team Garmin-Cervélo | + 33'37"  |
|                    |                   |                     |           |
| 5                  | Jan Bakelants     | Omega Pharma-Lotto  | + 37'29"  |

| Ploegenklassement |                  |            |
| Plaats            | Ploeg            | Tijd       |
| 1                 | Astana           | 231u51'24" |
| 2                 | Team Movistar    | + 10'45"   |
| 3                 | AG2R-La Mondiale | + 13'07"   |

1e etappe ·
2e etappe ·
3e etappe ·
4e etappe ·
5e etappe ·
6e etappe ·
7e etappe ·
8e etappe ·
9e etappe ·
10e etappe ·
11e etappe ·
12e etappe ·
13e etappe ·
14e etappe ·
15e etappe ·
16e etappe ·
17e etappe ·
18e etappe ·
19e etappe ·
20e etappe ·
21e etappe
Startlijst · Eindstanden · Afbeeldingen